# ヴァレリー・ジェロビンスキー
ヴァレリー・ヴィクトロヴィチ・ジェロビンスキー（ロシア語: Валерий Викторович Желобинский, Valery Viktorovich Zhelobinsky, 1913年1月27日 タンボフ – 1946年8月13日 レニングラード）はソビエト連邦の作曲家・ピアニスト。

## 略歴
地元タンボフで最初の音楽教育を受けた後、1928年から1932年までレニングラード音楽院にてヴラディーミル・シチェルバチョフに師事した。ソリストとしてソ連全土で演奏活動を行う。1942年に帰郷して、タンボフ音楽大学で教鞭を執る傍ら、作曲家連盟の議長に就任した。
夭折したにもかかわらず作品数は多い。4つの歌劇のうち、1933年にレニングラードで上演された《カマリノの農夫》と、マクシム・ゴーリキーの小説に基づく1938年の《母》は好評を得た。6つの交響曲と3つのピアノ協奏曲などの管弦楽も手懸けており、ヴァイオリンと管弦楽のための《ロマンティックな詩曲》は、1939年にショスタコーヴィチの《交響曲 第6番》の初演とともにレニングラードで初演された。夥しい数のピアノ曲のうち、《6つの短い練習曲》は1946年にアメリカ合衆国で出版され、ウラジミール・ホロヴィッツの手でアメリカ初演が行われた。第2曲はオスカー・ルヴァントが録音している。
ショスタコーヴィチはジェロビンスキーを高く評価しており、1951年にはソビエト連邦作曲家同盟の書記長チュカリに宛てた書簡において、「発展途上の非常に若い段階で亡くなったので、作曲の才能の絶頂を決して窮めたわけではありませんが」と指摘しつつも、『ロシアの作曲家100名』の一覧にジェロビンスキーの名を載せるように提案した。

## 註
1. ↑  Shostakovich (2000) (see Sources), p. 244.
2. ↑   Balogh (1946) (see Sources)
3. ↑  Shostakovich (2000), p. 411.